# NBC Sports

Logo

NBC Sports ist ein amerikanischer Programmbereich des Fernsehsenders NBC, der der NBC Sports Group, einer Abteilung von NBCUniversal, der Tochtergesellschaft von Comcast, gehört und von ihr betrieben wird. Die Abteilung ist für die Sportübertragungen des Senders und seine speziellen nationalen Sportkabelkanäle zuständig. Früher als „ein Dienst von NBC News“ („a service of NBC News“) betrieben, überträgt sie eine Vielzahl von Sportereignissen, darunter Major League Baseball, die French Open, die Premier League, die IndyCar Series, NASCAR, die National Football League (NFL), Notre Dame Fighting Irish College Football, die Olympischen Spiele, Profigolf, die Tour de France und Pferderennen. Auch andere Programme von Fremdproduzenten, wie die Übertragung des Ironman-Triathlons, werden über NBC Sports auf dem Sender präsentiert. Mit der Übernahme von NBCUniversal durch Comcast im Jahr 2011 wurden die eigenen Kabelsportnetzwerke mit NBC Sports zu einem Teil der als NBC Sports Group bekannten Abteilung zusammengefasst.

## Programm
- Major League Baseball on NBC (1947–1989, 1994–2000, 2022– )
  - MLB Sunday Leadoff (2022– )
- Golf Channel on NBC (1954– )
  - USGA Championships (1954–1965, 1995–2014, 2020– )
  - Ryder Cup (1991– )
  - Presidents Cup (2000– )
  - Senior PGA Championship (1990– )
  - Women’s PGA Championship (2015– )
  - The Open Championship (2016– )
  - Senior Open Championship (2016– )
  - Women’s British Open (2016– )
- Olympics on NBC
  - Summer Olympics (1964, 1980, 1988, 1992, 1996, 2000, 2004, 2008, 2012, 2016, 2020, 2024, 2028, 2032)
  - Winter Olympics (1972, 2002, 2006, 2010, 2014, 2018, 2022, 2026, 2030)
- Thoroughbred Racing on NBC (1949– )
  - Kentucky Derby (2001– )
  - Preakness Stakes (2001– )
  - Belmont Stakes (1950–1952, 2001–2005, 2011– )
  - Breeders’ Cup (1984–2005, 2012– )
  - Haskell Invitational Stakes (2014– )
  - Santa Anita Derby (2009– )
  - Pegasus World Cup (2017– )
  - Woodford Reserve Turf Classic (2010– )
  - Ascot Racecourse (2017– )
- French Open (1983– )
- College Football on NBC Sports (1946–1965, 1991– )
  - Notre Dame Football on NBC (1991– )
  - Bayou Classic (1991–2014, 2022– )
  - All-American Bowl (2004– )
  - Big Ten Saturday Night (2023– )
- NFL on NBC (1951–1953, 1955–1964, 1970–1997, 2006– )
  - NBC Sunday Night Football (2006– )
  - NFL Wild Card playoff game (2007– )
  - NFL Divisional playoff game (2015– )
  - Super Bowl: I (shared with CBS), III, V, VII, IX, XI, XIII, XV, XVII, XX, XXIII, XXVII, XXVIII, XXX, XXXII, XLIII, XLVI, XLIX, LII, LVI, LX, LXIV, and LXVIII
  - Football Night in America (2006– )
- Tour de France (2011– )
- Premier League on Peacock (2013– )
- United States Football League (2022– )
- Pan American Games (2023– )

Motorsport
- NASCAR on NBC (1979–2006, 2015– )
- Drone Racing League (2019– )
- IndyCar Series on NBC (2009– )
  - Indianapolis 500 (2019– )
- IMSA on NBC (2019– )
  - Rolex 24 at Daytona (2019– )
- Monster Jam (2019– )
- AMA Supercross Championship (2019– )
- MotoGP World Championship (2020– )
- Superbike World Championship (2020– )

Olympische Sports
- ISU Grand Prix of Figure Skating (2004– )
- U.S. Figure Skating Championships (2008– )
- FINA World Aquatics Championships
- World Athletics Championships
- Diamond League
- World Men’s Handball Championship (2019– )
- USA Swimming
- USA Track & Field
- Four Continents Figure Skating Championships
- FIS Alpine Ski World Cup
- Bobsleigh World Cup
- Skeleton World Cup
- Fencing World Cup
- FINA Diving World Cup
- FIVB Beach Volleyball World Tour
- World Marathon Majors

Rugby
- Rugby World Cup (2011, 2015, 2019, 2023)
- English Premiership (2016– )
- Six Nations Championship (2018– )

Anderes
- National Dog Show (2001– )
- WWE Raw (1993–2000, 2005– )
- WWE NXT (2010, 2019– )